# Lee Castle
Aniello Castaldo (artiestennaam Lee Castle) (New York, 28 februari 1915 – Hollywood, 16 november 1990) was een Amerikaanse bigband-trompettist en bigbandleider. Hij speelde bij Tommy Dorsey en Benny Goodman en leidde de Jimmy Dorsey ghost band.
Castle (die zijn artiestennaam in 1942 ging gebruiken) speelde onder andere bij Joe Haynes, Artie Shaw en Ray McKinley. In 1939 werd hij lid van de band van Tommy Dorsey, die net Frank Sinatra als zanger had aangenomen. Hierna was hij ster-trompettist bij het orkest van Benny Goodman. Hij leidde in het begin van de jaren veertig met niet zo veel succes eigen bigbands. Rond 1953 ging hij leiding geven aan de gefuseerde bands van de gebroeders Dorsey en na het overlijden van Jimmy Dorsey, in 1957, werd hij leider van het Jimmy Dorsey Orchestra.
Castle kon zowel uit de voeten met pittige jazz, als met meer zoete dansmuziek. Hij is te horen op albums van onder andere Count Basie, Lester Young en Jack Teagarden.
Castle overleed aan de gevolgen van een hartaanval.

## Discografie (selectie)
- Dixieland Heaven, Davis, ?
- Jimmy Dorsey on Tour (Lee Castle met het Jimmy Dorsey Orchestra), Columbia/Epic Records, 1959
- Play the Big Band Beatles Bag! (Lee Castle met het Jimmy Dorsey Orchestra), ?
- Goodies But Gassers (Lee Castle met het Jimmy Dorsey Orchestra), Epic, ?
- What's New (Lee Castle met het Jimmy Dorsey Orchestra), Montpellier Records, 2011